# اکس‌پی‌دی‌اف
اکس‌پی‌دی‌اف (به انگلیسی: xpdf) یک نرم‌افزار آزاد و متن‌باز برای نمایش فایل‌های پی‌دی‌اف است. اکس‌پی‌دی‌اف تقریباً بر روی تمام سیستم‌عامل‌های شبه یونیکس اجرا می‌شود. اکس‌پی‌دی‌اف قادر به رمزگشایی LZW است و بنابراین می‌تواند فایل‌های پی‌دی‌اف رمزنگاری شده را هم نمایش دهد. نسخه‌های رسمی این برنامه از DRM پیروی می‌کنند و بنابراین ممکن است اجازه چاپ، کپی، و تبدیل برخی فایل‌های پی‌دی‌اف را به کاربر ندهند. شماری وصله برای برداشتن محدودیت‌های دی‌آرام وجود دارند که دبیان این وصله‌ها را اعمال کرده است. اکس‌پی‌دی‌اف تعدادی برنامه به همراه خود دارد که استفاده از آنها بدون وجود سامانه پنجره اکس امکان‌پذیر است. مانند برنامه‌هایی برای استخراج تصاویر از فایل‌های پی‌دی‌اف یا تبدیل فایل‌های پی‌دی‌اف به فابل‌های متنی و پست‌اسکریپت. این برنامه‌ها بر روی داس، مایکروسافت ویندوز و یونیکس اجرا می‌شوند. این برنامه از حجم نسبتاً کمی نسبت به دیگر برنامه‌های مشابه برخوردار است و همچنین اکثر قابلیت‌های استاندارد را هم به کاربر ارائه می‌دهد و به همین دلایل به یک برنامه محبوب در بین کاربران تبدیل شده است.